# Аристомен
Аристомен (на старогръцки: Ἀριστομένης) в древногръцката митология е цар на Месения на Пелопонес по време на Втората месенска война през втората половина на 7 век пр.н.е.
Той обитава 11 години на планината Ида. През четвъртата година на 23. Олимпиада (685/684 пр.н.е.) въстават подчинените месенци срещу Спарта. Аристомен е в съюз с Аристократ II, царят на Орхомен в Аркадия, и с Панталеон, военачалник от Пиза (Елис). В две битки той побеждава цар Анаксандър от династията на Агидите, на когото помагат Зевксидам или Анаксидам, царете от спартанската династия на Еврипонтидите. Спарта обаче успява да овладее цялата област Месения.
Той отива на Родос да иска помощ и умира на острова, където е почитан като гръцки герой.